# 장수군수
장수군수는 전북특별자치도 장수군의 군수이다.

## 같이 보기
- 장수군수 선거